# Superkubok SSSR 1985
La Superkubok SSSR 1985 è stata la 4ª edizione della Supercoppa dell'Unione Sovietica.
La competizione si è svolta in due gare di andata e ritorno allo tra Zenit Leningrado, vincitore del campionato e Dinamo Mosca, vincitore della coppa nazionale.
A conquistare il trofeo è stato lo Zenit Leningrado, che ha battuto in ambedue i match la formazione moscovita. Per la formazione di Leningrado, invece, si tratta della prima vittoria in Supercoppa.

## Tabellino

### Gara d'andata
| Arbitro: | Miminošvili (Tbilisi) |

|                                     |           |             |
| Pozdnjakov 33’ (aut.) Gerasimov 71’ | Marcatori | 5’ Ataullin |

### Gara di ritorno
| Arbitro: | Stupar (Ivano-Frankivs'k) |

|  |           |               |
|  | Marcatori | 20’ Mel'nikov |